# Фанинг Спрингс (Флорида)
Фанинг Спрингс (енгл. Fanning Springs) град је у америчкој савезној држави Флорида. По попису становништва из 2010. у њему је живело 764 становника.

## Демографија
Према попису становништва из 2010. у граду је живело 764 становника, што је 27 (3,7%) становника више него 2000. године.
| Група             | 2000.       | 2010.       |
| Белци             | 619 (84,0%) | 677 (88,6%) |
| Афроамериканци    | 32 (4,3%)   | 6 (0,8%)    |
| Азијати           | 4 (0,5%)    | 5 (0,7%)    |
| Хиспаноамериканци | 66 (9,0%)   | 59 (7,7%)   |
| Укупно            | 737         | 764         |